# Sabato tragico
Sabato tragico (Violent Saturday) è un film statunitense del 1955 diretto da Richard Fleischer.
È un film drammatico con protagonisti Victor Mature, Richard Egan e Stephen McNally. È basato sul romanzo di William I. Heath. Il film, ambientato in una cittadina mineraria statunitense, descrive la progettazione e l'attuazione di una rapina in banca in relazione alle vicende personali di vari cittadini.

## Trama
Un pomeriggio di  venerdì, Harper, un rapinatore di banche travestito da commesso viaggiatore, arriva in una piccola città americana, affiancato dal sadico tossicodipendente da benzedrina Dill e da Chapman. I tre sono lì per attaccare la banca locale il sabato a mezzogiorno, all'ora di chiusura. Il loro arrivo toglie la maschera a diversi personaggi locali e rivela il passato oscuro di alcuni residenti della città.
Boyd Fairchild è il direttore della sede locale della miniera di rame, turbato dalla moglie infedele. Egli ha intenzione di iniziare una relazione con un'infermiera, Linda Sherman, anche se ama veramente sua moglie. Il suo socio, Shelley Martin, ha una vita felice a casa, ma è imbarazzato dal fatto che suo figlio lo crede un vigliacco perché non ha servito nella seconda guerra mondiale.
Le sottotrame includono le vicende personali del direttore della banca, Harry Reeves, e di una bibliotecaria, Elsie Braden. Mentre i rapinatori finalizzano il colpo, i fili delle varie sottotrame, inizialmente separate, vengono intrecciate quando la violenza esplode durante la rapina. La moglie di Fairchild viene uccisa e il direttore Reeves ferito. Martin viene tenuto in ostaggio in una fattoria con una famiglia Amish. Con l'aiuto del padre della famiglia, Stadt, sconfigge i ladri in uno scontro a fuoco. Nel finale, Martin diventa un eroe per suo figlio, e Linda conforta Fairchild mentre questi piange per sua moglie.

## Produzione
Il film, diretto da Richard Fleischer su una sceneggiatura di Sydney Boehm con il soggetto di William L. Heath (autore del romanzo), fu prodotto da Buddy Adler per la Twentieth Century Fox Film Corporation e girato a Bisbee in Arizona.

## Distribuzione
Il film fu distribuito negli Stati Uniti dall'aprile del 1955 al cinema dalla Twentieth Century Fox.
Alcune delle uscite internazionali sono state:
- in Giappone il 5 luglio 1955
- in Svezia il 22 agosto 1955 (Farlig lördag)
- in Germania Ovest il 16 settembre 1955 (Sensation am Sonnabend)
- in Belgio il 7 ottobre 1955 (Les inconnus dans la ville o Onbekenden in de stad)
- in Austria nel novembre del 1955 (Sensation am Sonnabend)
- in Francia il 16 novembre 1955 (Les inconnus dans la ville o Les tueurs dans la ville)
- in Francia il 17 febbraio 1956 (Parigi)
- in Portogallo il 10 maggio 1956 (Sábado Trágico)
- in Finlandia il 22 giugno 1956
- in Turchia nel novembre del 1956
- in Danimarca il 18 ottobre 1957 (Blodig lørdag)
- in Spagna il 22 aprile 1962 (Sábado trágico)
- in Francia il 16 agosto 1967
- in Turchia (Soyguncular)
- in Grecia (To Savvato tis orgis)
- in Italia (Sabato tragico)

## Critica
Secondo il Morandini è un "insolito e ben costruito film d'azione gangsteristica in cui il contesto (la vita della cittadina) è importante quanto e più dell'azione: l'arrivo dei banditi, anzi, fa da cartina da tornasole di caratteri e comportamenti". Il film si avvale inoltre di un buon cast in cui spicca Lee Marvin.